# إيرفن هنت
إيرفن هنت (بالإنجليزية: Ervin Hunt)‏ هو لاعب كرة قدم أمريكية أمريكي، ولد في 1947.